# A Carne (canção)
A Carne é uma canção de Moro no Brasil, álbum de estreia do grupo Farofa Carioca, a canção foi composta por Marcelo Yuka, Seu Jorge e Ulisses Cappelletti.

## Composição
"A Carne" explora o tema do racismo e da estrutura social brasileira, dizendo, de uma maneira crítica, que o negro é menos importante diante da sociedade brasileira.

## Versão de Elza Soares
"A Carne" foi regravada pela cantora brasileira Elza Soares em seu álbum Do Cóccix até o Pescoço. Ela abordou Seu Jorge em um show num Sesc pedindo permissão para regravar a música ao seu estilo, e recebeu a bênção do autor. Em sua biografia de 2018 escrita por Zeca Camargo, ela disse:
| “ | 'A carne' é forte, mas não tinha tido grande repercussão. Eu não achava que era música só para um grupo de pessoas ouvir. Era pra todo mundo abrir bem o ouvido e me escutar gritando que a carne mais barata do mercado era a carne negra." | ” |

A canção foi lançada em 22 de abril de 2002.[carece de fontes?]